# 李雁南
李雁南（1880年—1911年），广东开平人，黃花崗七十二烈士之一。早年旅居马来亚和缅甸，在檳榔嶼（现槟岛）由革命黨人薛南的荐引與孫中山見面，之後經商累積資本，1908年成立缅甸同盟會分會成立，李雁南成為其早期成員之一。1911年抵廣州參加黃花岡之役，战斗中受伤被捕后押上刑场。